# Onthophagus concursator
Onthophagus concursator là một loài bọ cánh cứng trong họ Bọ hung (Scarabaeidae).